# Pachyrotula
Pachyrotula is een geslacht van sponsdieren uit de familie van de Spongillidae.

## Soort
- Pachyrotula raceki (Rützler, 1968)